# Byrobot Drone Fighter
Byrobot Drone Fighter (вимовляється «Байробот Дрон Файте», (кор. 무인 전투기 Byrobot mu-in jeontugi) - дрон-квадрокоптер на дистанційному керуванні, з ігровим функціоналом («повітряні бої») і можливістю підключення відеокамери. Випускається південнокорейською компанією Byrobot з середини 2014 року.

## Технічні характеристики

### Специфікація
розміри:
- З одягненим захистом лопатей: 128х128х32 мм
- Без захисту лопатей 75х75х32 мм

маса:
- 33 г - з захистом лопатей і надягнутим кожухом

Максимальна висота: обмежена радіусом сигналу пульта (150 метрів в залежності від погодних умов).
Тривалість польоту на одному заряді батареї: близько 10 хвилин

### Живлення
- Апарат приводиться в рух чотирма безколекторними 15 ватними електродвигунами 35 000 об/хв.
- Літій-полімерний акумулятор (300 mAh), підходить до пульта і до дрону, час зарядки 35-40 хвилин від USB або 20 хвилин від мережі в спеціальному зарядному пристрої (продається окремо).

### Система керування
Інерційна система управління використовує:
- Триосьовий акселерометр
- Двоосьвий гіроскоп
- Одноосьовий гіроскоп для визначення кута рискання

У Byrobot Drone Fighter реалізовано автоматичне управління тягою гвинтів, що значно спрощує процес керування
Є два режими управління: спрощений (Headless) і професійний.

### Безпека
- При втраті сигналу пульта коптер плавно приземляється
- Шокова зупинка моторів при ударі або контакті з лопатями
- Інтерфейс управління дозволяє негайно зупинити мотори
- Захисний кожух лопатей для польоту в приміщенні

## Прошивка
Програмне забезпечення, встановлене на квадрокоптері і пульті управління, можна оновлювати через USB за допомогою програми-симулятора.

## Модульна структура

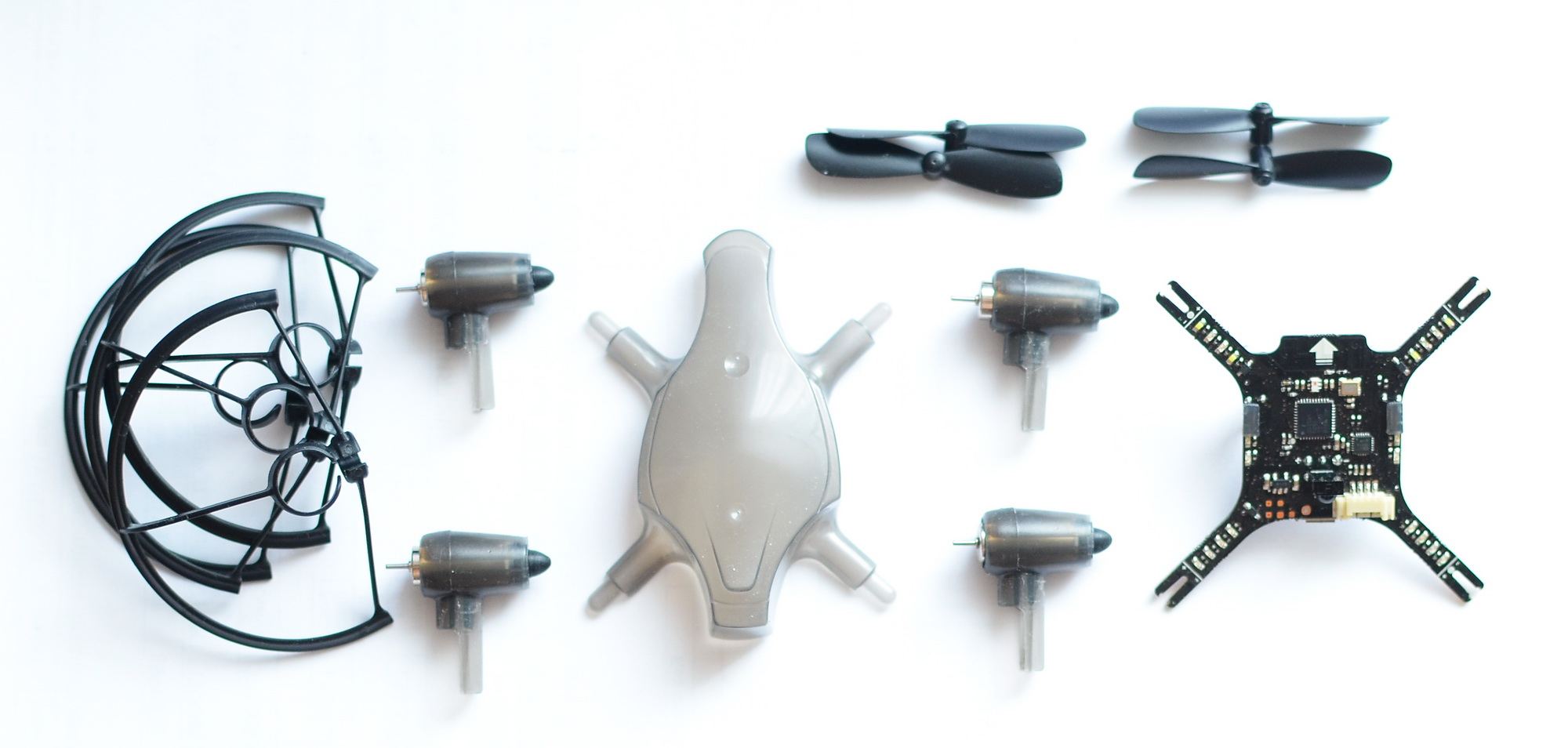
Модульна структура Byrobot Drone Fighter

Byrobot Drone Fighter має модульну структуру - окремі деталі (модулі) легко від'єднуються руками, і користувач може самостійно здійснювати ремонт дрона без використання будь-яких інструментів.

## Ігровий функціонал
Byrobot Drone Fighter став першим призначеним для користувача БПЛА класу «бойової дрон» - з можливістю повітряного бою з іншими дронамі Byrobot - один на один або команда на команду до 40 дронів одночасно. Кожен коптер оснащений ІЧ-випромінювачами ( «пушками») і ІК-приймачем, таким чином, дрони можуть обстрілювати один одного. Кількість попадань в дрон відображається світлодіодами на пульті, коли все «хіт-поінти» витрачені - Byrobot здійснює вимушену посадку. Крім звичайних атак є «супер-атаки» - щось на зразок комбо в комп'ютерних файтингах.
Вбудований бортовий самописець фіксує поразки і перемоги.

## Комп'ютерний симулятор
На офіційному сайті Byrobot доступний для завантаження симулятор польотів на Byrobot. Програма дозволяє встановлювати та оновлювати прошивки дрона, переглядати статистику польотів і битв, а також відпрацьовувати майстерність польоту в 3D-симуляторі. Для управління в симуляторі необхідний комплектний джойстик квадрокоптера.

## Продажі на світовому ринку
Компанія Byrobot має офіційні представництва в чотирьох країнах світу - Південної Кореї, Японії, США і Росії. За підсумками 2015 року в США було продано 20 000 квадрокоптера, в Південній Кореї - 15 000 квадрокоптера, в Японії - 10 000 квадрокоптера, в Росії - 4 500 квадрокоптера марки Byrobot.

## Застосування в сфері розваг
Завдяки ігровому функціоналу, а також через низьку ціну і високу ремонтопридатність Byrobot Drone Fighter використовується в ігрових кімнатах і центрах дитячого дозвілля, на базі гри з Byrobot діють атракціони.

## Byrobot Petrone
У січні 2016 року у виставці CES 2016 компанія Byrobot продемонструвала нову модель - Byrobot Petrone, квадрокоптер-трансформер, здатний перетворюватися з квадрокоптера в радіокерованого наземного робота.

## Див. Також
- Black Hornet Nano